# Illice blanda
Illice blanda är en fjärilsart som beskrevs av Jones 1914. Illice blanda ingår i släktet Illice och familjen björnspinnare. Inga underarter finns listade i Catalogue of Life.